# مسجد مورک
مسجد مورک مربوط به دوره صفوی است و در دهدشت، خیابان ابوذر غفاری واقع شده و این اثر در تاریخ ۲۵ اسفند ۱۳۷۹ با شمارهٔ ثبت ۳۵۵۷ به‌عنوان یکی از آثار ملی ایران به ثبت رسیده است.